# Station Cannes-La-Bocca
Station Cannes-la-Bocca is een spoorwegstation in de Franse gemeente Cannes.